# FAM205C
FAM205C (англ. Family with sequence similarity 205 member C) – білок, який кодується однойменним геном, розташованим у людей на 9-й хромосомі. Довжина поліпептидного ланцюга білка становить 338 амінокислот, а молекулярна маса — 37 613.
| 10         |  | 20         |  | 30         |  | 40         |  | 50         |
| ---------- |  | ---------- |  | ---------- |  | ---------- |  | ---------- |
| MLSPTFVLWD |  | VGYPLYTYGS |  | ICIIALIIWQ |  | VKKSCQKLSL |  | VPNRSCCRCH |
| RRVQQKSGDR |  | TSRARRTSQE |  | EAEKLWKLLF |  | LMKSQGWLPQ |  | EGSVRRILCA |
| DPCCQICNVM |  | ALEIKQLLAG |  | ENNQISLTSL |  | GPSQGSSCLE |  | ALSTSSVSFK |
| HSQDLGSPKS |  | KELSLASVTP |  | TLSQLMDQKS |  | LTQSAARSAG |  | ADSVQDSWAD |
| HFQRGQRSQV |  | PAVSQVMGSL |  | SSNFEKPGIP |  | LSQQERTKNN |  | SKFVLENQEA |
| PEVGLDNKMK |  | LFLHWINPEM |  | KDRRHEESIL |  | LSKAETVTQD |  | RTKNIEKSPT |
| VTKDHVWGAT |  | TQKTTEDPEA |  | QPPSTEEEGL |  | IFCDAPSA   |  |            |

A: Аланін

C: Цистеїн

D: Аспарагінова кислота

E: Глутамінова кислота

F: Фенілаланін

G: Гліцин

H: Гістидин

I: Ізолейцин

K: Лізин

L: Лейцин

M: Метіонін

N: Аспарагін

P: Пролін

Q: Глутамін

R: Аргінін

S: Серин

T: Треонін

V: Валін

W: Триптофан

Кодований геном білок за функцією належить до фосфопротеїнів. 
Локалізований у мембрані.